# Reynosia cuneifolia
Reynosia cuneifolia är en brakvedsväxtart som beskrevs av Ignatz Urban och Ekman. Reynosia cuneifolia ingår i släktet Reynosia och familjen brakvedsväxter. Inga underarter finns listade i Catalogue of Life.